# 564 v. Chr.
Portal Geschichte | Portal Biografien | Aktuelle Ereignisse | Jahreskalender | Tagesartikel

◄ |
7. Jahrhundert v. Chr. |
6. Jahrhundert v. Chr. |
5. Jahrhundert v. Chr. |
►

◄ | 580er v. Chr. | 570er v. Chr. | 560er v. Chr. | 550er v. Chr. |
540er v. Chr. |
►

◄◄ | ◄ | 567 v. Chr. | 566 v. Chr. | 565 v. Chr. | 564 v. Chr. |
563 v. Chr. |
562 v. Chr. |
561 v. Chr. |
► |
►►

## Ereignisse

### Wissenschaft und Kultur
- In seinem 41. Regierungsjahr (564 bis 563 v. Chr.) lässt Nebukadnezar II. den Schaltmonat Ululu II ausrufen, der am 28. August[1] beginnt.
- Im babylonischen Kalender fällt das babylonische Neujahr des 1. Nisannu auf den 3.–4. März[1], der Vollmond im Nisannu auf den 18.–19. März[1] und der 1. Tašritu auf den 26.–27. September[1].[2]

### Sport
- Arrhichion gewinnt zum dritten Mal den Pankration bei den Olympischen Spielen, wobei er allerdings ums Leben kommt.

## Gestorben
- August oder September: Arrhichion, griechischer Olympionike
- 564(?) Äsop, griechischer Fabeldichter, geboren ca. 620 v. Chr. Das Jahr 564 nennt eine spätantike Weltchronik, es wird aber in der Forschung angezweifelt.